# Stanisław Żarnowiecki
Stanisław Żarnowiecki (ur. 21 maja 1741 w Przemyślu, zm. 25 stycznia 1808) – polski duchowny rzymskokatolicki, biskup pomocniczy poznański.

## Życiorys
26 czerwca 1805 papież Pius VII prekonizował go biskupem pomocniczym poznańskim oraz biskupem in partibus infidelium leuceńskim. 6 kwietnia 1806 przyjął sakrę biskupią z rąk biskupa poznańskiego Ignacego Raczyńskiego. Współkonsekratorem był biskup pomocniczy gnieźnieński Stefan Łubieński.